# Campeonato Uruguayo de Primera División Amateur 2023
El Campeonato Uruguayo de Primera División Amateur 2023 fue el 107º torneo de tercera categoría organizado por la AUF, correspondiente al año 2023.

## Sistema de disputa
El torneo comenzó el sábado 10 de junio y finalizó el domingo 22 de octubre. Se conformó por 24 clubes, con un formato diferente al de las últimas temporadas, y otorgó dos ascensos a la segunda categoría del fútbol uruguayo.
El día 12 de mayo se dio a conocer la propuesta de formato presentada hacia algunos clubes por parte del presidente de la AUF, Ignacio Alonso. La misma consistió en dos fases:

### Primera fase
Los 24 equipos se dividen en cuatro grupos de seis integrantes cada uno, previo sorteo con bombos ya determinados según su procedencia, su ubicación geográfica y su desempeño en la temporada anterior.
Esta etapa se desarrolla en partidos de ida y vuelta, resultando la suma de 10 partidos para todos los equipos en fase de grupos.

### Segunda fase
La disputan los 10 mejores equipos de la fase anterior, es decir, los dos primeros de cada grupo junto con los dos mejores terceros. El formato será de todos contra todos a ronda única, sorteándose el fixture y las localías correspondientes.

### Ascensos y descensos
El primer ascenso a la Segunda División Profesional lo obtendrá el ganador de la tabla acumulada (el campeón de la temporada). El segundo ascenso se determinará tras una definición entre el ganador de la segunda fase y el equipo que finalice en el segundo lugar de la tabla acumulada. En el caso de que el ganador de la segunda fase finalice en el primer o segundo lugar de la tabla acumulada, no será necesaria ninguna definición y ascenderán directamente los dos equipos mejor ubicados en la tabla acumulada.
Previamente al comienzo del campeonato, se planteó la existencia de un descenso definido mediante una promoción en forma de torneo reducido, entre los cuatro últimos equipos de cada grupo de la primera fase, donde el equipo que finalizara en el último lugar debería disputar la cuarta categoría del fútbol uruguayo en 2024. Finalmente se descartó este planteo por lo cual no hubo descenso en esta temporada.
Esta edición marcó el debut absoluto de Central Español en la divisional, ya que en sus 117 años de historia nunca había participado de la tercera categoría del fútbol uruguayo. Además, para esta temporada volvieron a competir en torneos oficiales de la AUF el Coraceros Polo Club (bajo el nombre Sportivo Bella Italia) y el Club Atlético Terremoto.

## Equipos participantes

### Relevo de plazas
| Club            | Descendido como                                                  |
| --------------- | ---------------------------------------------------------------- |
| Central Español | Perdedor de la promoción por un cupo en la Segunda División 2023 |
| Villa Española  | Perdedor de la promoción por un cupo en la Segunda División 2023 |

| Club   | Ascendido como                      |
| ------ | ----------------------------------- |
| Cooper | Campeón de la Divisional D AUF 2022 |

| Club         | Última participación en AUF                                 |
| ------------ | ----------------------------------------------------------- |
| Bella Italia | Primera División Amateur 2010-11 (como Coraceros Polo Club) |
| Terremoto    | Primera División Amateur 2009-10                            |

| Club        | Ascendido como                                                  |
| ----------- | --------------------------------------------------------------- |
| Tacuarembó  | Campeón de la Primera División Amateur 2022                     |
| Oriental    | Subcampeón de la Primera División Amateur 2022                  |
| Bella Vista | Ganador de la promoción por un cupo en la Segunda División 2023 |
| Potencia    | Ganador de la promoción por un cupo en la Segunda División 2023 |

### Información de equipos
Son 24 los equipos participantes en esta temporada. Debido a que la Divisional D es una categoría metropolitana (es decir, una categoría en la que participan equipos de Montevideo y de otros lugares en un radio de hasta 40 kilómetros de distancia de la capital), podrían haberse sumado equipos del interior del país directamente a esta divisional, sin tener que disputar previamente la cuarta categoría.
| Equipo             | Ciudad           | Estadio de localía     | Capacidad | Fundación                | Temporadas | Temp. Consecutivas | Títulos | Indumentaria    | 2022         |
| ------------------ | ---------------- | ---------------------- | --------- | ------------------------ | ---------- | ------------------ | ------- | --------------- | ------------ |
| Alto Perú          | Montevideo       | Víctor Della Valle     | 2.500     | 1 de mayo de 1940        | 52         | 27                 | 1       | Mgr Sport       | 23°          |
| Artigas            | Montevideo       | Matías González        | 7.000     | 18 de marzo de 1927      | 31         | 9                  | 3       | Borac           | 18°          |
| Basáñez            | Montevideo       | La Bombonera           | 2.000     | 1 de abril de 1920       | 34         | 13                 | 1       | Mgr Sport       | 11°          |
| Bella Italia       | Montevideo       | Parque Palermo         | 4.072     | 20 de junio de 1984      | 4          | 1                  | 0       | Mgr Sport       | No participó |
| Canadian           | Montevideo       | Parque ANCAP           | 1.500     | 14 de febrero de 2011    | 8          | 6                  | 1       | Kelme           | 5°           |
| Central Español    | Montevideo       | Parque Palermo         | 4.072     | 5 de enero de 1905       | 1          | 1                  | 0       | Starbade        |              |
| Colón              | Montevideo       | Parque Palermo         | 4.072     | 12 de marzo de 1907      | 33         | 14                 | 4       | Mgr Sport       | 6°           |
| Cooper             | Montevideo       | Parque Palermo         | 4.072     | 25 de agosto de 1937     | 5          | 1                  | 0       | Kelme           |              |
| Deportivo Colonia  | Juan Lacaze      | Miguel Campomar        | 2.500     | 16 de octubre de 1999    | 3          | 3                  | 0       | Mgr Sport       | 10°          |
| Deportivo Italiano | Montevideo       | Víctor Della Valle     | 2.500     | 20 de septiembre de 1999 | 6          | 2                  | 0       | FANÁTICOS       | 13°          |
| Durazno            | Durazno          | Parque Palermo         | 4.072     | 22 de noviembre de 2005  | 2          | 2                  | 0       | Borac           | 7°           |
| Huracán            | Montevideo       | Complejo Rentistas     | 3.632     | 1 de agosto de 1954      | 29         | 6                  | 3       | Mass            | 16°          |
| Huracán Buceo      | Montevideo       | Parque Huracán         | 3.084     | 15 de marzo de 1937      | 19         | 7                  | 1       | MAXPE Sport     | 20°          |
| Los Halcones       | Montevideo       | Cr. José Pedro Damiani | 8.000     | 20 de noviembre de 2013  | 9          | 9                  | 0       | Breus           | 17°          |
| Mar de Fondo       | Montevideo       | Parque Palermo         | 1.500     | 25 de agosto de 1934     | 36         | 5                  | 4       | TDH Sports      | 8°           |
| Parque del Plata   | Parque del Plata | Parque El Balneario    | 2.000     | 25 de mayo de 1948       | 35         | 7                  | 0       | KDY             | 21°          |
| Paysandú           | Paysandú         | Artigas                | 21.000    | 7 de marzo de 2003       | 3          | 3                  | 0       | Kelme           | 19°          |
| Platense           | Montevideo       | Obdulio Varela         | 5.000     | 1 de mayo de 1935        | 59         | 15                 | 4       | Mgr Sport       | 14°          |
| Rocha              | Rocha            | Dr. Mario Sobrero      | 5.552     | 1 de agosto de 1999      | 5          | 2                  | 1       | Mgr Sport       | 12°          |
| Salto              | Salto            | Juan José Vispo Mari   | 4.000     | 19 de noviembre de 2002  | 3          | 3                  | 0       | Kelme           | 15°          |
| Salus              | Montevideo       | Complejo Rentistas     | 1.500     | 10 de abril de 1928      | 29         | 12                 | 2       | Mgr Sport       | 22°          |
| Terremoto          | Montevideo       | Cr. José Pedro Damiani | 8.000     | 28 de febrero de 2009    | 2          | 1                  | 0       | KOVA            | No participó |
| Villa Española     | Montevideo       | Obdulio Varela         | 5.000     | 18 de agosto de 1940     | 24         | 1                  | 5       | Mgr Sport       |              |
| Villa Teresa       | Montevideo       | José Nasazzi           | 5.002     | 1 de junio de 1941       | 26         | 2                  | 3       | RIBA Sportswear | 9°           |

Nota: Todos los datos estadísticos corresponden únicamente a los Campeonatos Uruguayos de tercera categoría organizados por la Asociación Uruguaya de Fútbol. Las fechas de fundación de los equipos son las declaradas por los propios clubes implicados.

### Distribución geográfica de los equipos
| Localidad        | Cantidad | Equipos |
| ---------------- | -------- | --- |
| Montevideo       | 18       | Alto Perú, Artigas, Basáñez, Bella Italia, Canadian, Central Español, Colón, Cooper, Deportivo Italiano, Huracán, Huracán Buceo, Los Halcones, Mar de Fondo, Platense, Salus, Terremoto, Villa Española, Villa Teresa |
| Durazno          | 1        | Durazno |
| Juan Lacaze      | 1        | Deportivo Colonia |
| Parque del Plata | 1        | Parque del Plata |
| Paysandú         | 1        | Paysandú |
| Rocha            | 1        | Rocha |
| Salto            | 1        | Salto |

### Entrenadores
| Equipo             | Entrenador inicial                | Entrenadores sustitutos |
| ------------------ | --------------------------------- | ----------------------- |
| Alto Perú          | José Luis de la Quintana Continúa |                         |
| Artigas            | Mario Saralegui Nuevo             |                         |
| Basáñez            | Leandro Silva Nuevo               |                         |
| Bella Italia       | Mathías Corujo Nuevo              |                         |
| Canadian           | Andrés Ayala Nuevo                |                         |
| Central Español    | Gianni Michelini Nuevo            |                         |
| Colón              | Martín Siri Nuevo                 |                         |
| Cooper             | Rafael Cánovas Continúa           |                         |
| Deportivo Colonia  | Pedro Gracia Continúa             |                         |
| Deportivo Italiano | Marcelo Carrasco Nuevo            |                         |
| Durazno            | Ramiro Martínez Continúa          | Manuel Ojalvo           |
| Huracán            | Vladimir Torres Nuevo             |                         |
| Huracán Buceo      | Javier Baldriz Nuevo              |                         |
| Los Halcones       | Robert Pérez Nuevo                | Gustavo Israel          |
| Mar de Fondo       | Jorge Martínez Nuevo              | Fernando Gentile        |
| Parque del Plata   | Jorge Barrios Nuevo               |                         |
| Paysandú           | Martín Parodi Nuevo               | Uriel Pesce             |
| Platense           | Rubén Silva Nuevo                 | Julio Acuña             |
| Rocha              | Darlyn Gayol Nuevo                |                         |
| Salto              | Richard Usuca Nuevo               |                         |
| Salus              | Horacio Peralta Nuevo             |                         |
| Terremoto          | Hugo Bernal Nuevo                 |                         |
| Villa Española     | Fabián Bauhoffer Nuevo            | Martín Beltrán          |
| Villa Teresa       | Maximiliano Bajter Continúa       |                         |

## Desarrollo

### Primera fase
Comenzó el sábado 10 de junio y la disputaron los 24 equipos participantes del campeonato. Los dos primeros de cada grupo junto con los dos mejores terceros se clasificaron a la segunda fase.

#### Sorteo
Los bolilleros fueron distribuidos según su procedencia, su ubicación geográfica y su desempeño en la temporada anterior.
| Bolillero 1 | Bolillero 2     | Bolillero 3       | Bolillero 4        | Bolillero 5      | Bolillero 6  |
| ----------- | --------------- | ----------------- | ------------------ | ---------------- | ------------ |
| Artigas     | Canadian        | Deportivo Colonia | Basáñez            | Huracán Buceo    | Alto Perú    |
| Paysandú    | Central Español | Durazno           | Deportivo Italiano | Los Halcones     | Bella Italia |
| Rocha       | Colón           | Mar de Fondo      | Huracán            | Parque del Plata | Cooper       |
| Salto       | Villa Española  | Villa Teresa      | Platense           | Salus            | Terremoto    |

#### Grupo A
| Pos. | Equipo          | Pts. | PJ | G | E | P | GF | GC | Dif. |  |
| ---- | --------------- | ---- | -- | - | - | - | -- | -- | ---- |  |
| 1    | Basáñez         | 24   | 10 | 7 | 3 | 0 | 21 | 5  | +16  |  |
| 2    | Bella Italia    | 21   | 10 | 6 | 3 | 1 | 18 | 6  | +12  |  |
| 3    | Central Español | 17   | 10 | 5 | 2 | 3 | 22 | 13 | +9   |  |
| 4    | Mar de Fondo    | 10   | 10 | 2 | 4 | 4 | 12 | 16 | −4   |  |
| 5    | Paysandú        | 6    | 10 | 1 | 3 | 6 | 14 | 18 | −4   |  |
| 6    | Los Halcones    | 4    | 10 | 1 | 1 | 8 | 2  | 31 | −29  |  |

Actualizado a los partidos jugados el 13 de agosto de 2023.
 Fuente: AUF
|  | Clasificados a la Segunda Fase.                           |
|  | Clasificado a la Segunda Fase como segundo mejor tercero. |

| Basáñez         | 1:1 | Bella Italia | La Bombonera       | 10 de junio | 15:00 | – |
| Los Halcones    | 0:0 | Mar de Fondo | José Pedro Damiani | 10 de junio | 15:00 | – |
| Central Español | 2:1 | Paysandú     | Parque Palermo     | 12 de junio | 19:00 | – |

| Bella Italia | 5:0 | Los Halcones    | Parque Palermo | 16 de junio | 20:00 | – |
| Basáñez      | 1:0 | Paysandú        | La Bombonera   | 17 de junio | 15:00 | – |
| Mar de Fondo | 2:2 | Central Español | Parque ANCAP   | 18 de junio | 11:00 | – |

| Paysandú        | 1:1 | Mar de Fondo | Artigas            | 24 de junio | 15:00 | – |
| Central Español | 1:0 | Bella Italia | Parque Palermo     | 24 de junio | 20:00 | – |
| Los Halcones    | 0:4 | Basáñez      | José Pedro Damiani | 25 de junio | 10:00 | – |

| Basáñez      | 2:0 | Central Español | La Bombonera   | 1° de julio | 11:00 | – |
| Paysandú     | 4:0 | Los Halcones    | Artigas        | 1° de julio | 16:00 | – |
| Mar de Fondo | 0:1 | Bella Italia    | Parque Palermo | 2 de julio  | 10:00 | – |

| Central Español | 4:0 | Los Halcones | Parque Palermo | 8 de julio | 10:00 | – |
| Mar de Fondo    | 1:2 | Basáñez      | Parque Palermo | 9 de julio | 10:00 | – |
| Bella Italia    | 1:1 | Paysandú     | Parque Palermo | 9 de julio | 15:00 | – |

| Mar de Fondo | 3:0 | Los Halcones    | Parque Palermo | 15 de julio | 10:00 | – |
| Paysandú     | 1:4 | Central Español | Artigas        | 15 de julio | 15:00 | – |
| Bella Italia | 0:0 | Basáñez         | Parque Palermo | 15 de julio | 20:00 | – |

| Central Español | 2:3 | Mar de Fondo | Parque Palermo | 22 de julio | 15:00 | – |
| Paysandú        | 1:2 | Basáñez      | Artigas        | 22 de julio | 18:00 | – |
| Los Halcones    | 0:4 | Bella Italia | Parque ANCAP   | 23 de julio | 15:00 | – |

| Mar de Fondo | 2:2 | Paysandú        | Parque Palermo     | 28 de julio | 21:30 | – |
| Basáñez      | 2:0 | Los Halcones    | La Bombonera       | 29 de julio | 15:00 | – |
| Bella Italia | 2:1 | Central Español | Complejo Rentistas | 29 de julio | 15:00 | – |

| Bella Italia    | 1:0 | Mar de Fondo | Parque Palermo | 4 de agosto | 20:00 | – |
| Central Español | 2:2 | Basáñez      | Parque Palermo | 5 de agosto | 15:00 | – |
| Los Halcones    | 2:1 | Paysandú     | Parque ANCAP   | 6 de agosto | 15:00 | – |

| Paysandú     | 2:3 | Bella Italia    | Artigas      | 11 de agosto | 20:00 | – |
| Basáñez      | 5:0 | Mar de Fondo    | La Bombonera | 12 de agosto | 15:00 | – |
| Los Halcones | 0:4 | Central Español | Parque ANCAP | 13 de agosto | 15:00 | – |

#### Grupo B
| Pos. | Equipo             | Pts. | PJ | G | E | P | GF | GC | Dif. |  |
| ---- | ------------------ | ---- | -- | - | - | - | -- | -- | ---- |  |
| 1    | Cooper             | 26   | 10 | 8 | 2 | 0 | 24 | 3  | +21  |  |
| 2    | Villa Española     | 19   | 10 | 5 | 4 | 1 | 16 | 9  | +7   |  |
| 3    | Deportivo Italiano | 18   | 10 | 6 | 0 | 4 | 15 | 13 | +2   |  |
| 4    | Villa Teresa       | 16   | 10 | 5 | 1 | 4 | 17 | 10 | +7   |  |
| 5    | Salto              | 5    | 10 | 1 | 2 | 7 | 9  | 22 | −13  |  |
| 6    | Parque del Plata   | 1    | 10 | 0 | 1 | 9 | 8  | 32 | −24  |  |

Actualizado a los partidos jugados el 13 de agosto de 2023.
 Fuente: AUF
|  | Clasificados a la Segunda Fase.                          |
|  | Clasificado a la Segunda Fase como primer mejor tercero. |

| Villa Teresa   | 6:0 | Parque del Plata   | José Nasazzi   | 10 de junio | 14:00 | – |
| Villa Española | 3:1 | Deportivo Italiano | Obdulio Varela | 11 de junio | 10:00 | – |
| Cooper         | 4:0 | Salto              | Parque Palermo | 12 de junio | 14:00 | – |

| Cooper           | 1:0 | Deportivo Italiano | Parque Palermo       | 17 de junio | 10:00 | – |
| Parque del Plata | 1:2 | Villa Española     | Parque El Balneario  | 17 de junio | 15:00 | – |
| Salto            | 2:3 | Villa Teresa       | Juan José Vispo Mari | 17 de junio | 15:00 | – |

| Villa Española     | 1:1 | Salto            | Obdulio Varela     | 24 de junio | 15:00 | – |
| Deportivo Italiano | 2:1 | Parque del Plata | Víctor Della Valle | 25 de junio | 10:00 | – |
| Villa Teresa       | 0:3 | Cooper           | José Nasazzi       | 25 de junio | 15:00 | – |

| Deportivo Italiano | 2:1 | Villa Teresa   | Víctor Della Valle  | 2 de julio  | 14:00 | – |
| Parque del Plata   | 1:2 | Salto          | Parque El Balneario | 2 de julio  | 15:00 | – |
| Cooper             | 1:1 | Villa Española | Parque Palermo      | 19 de julio | 15:00 | – |

| Salto            | 0:1 | Deportivo Italiano | Juan José Vispo Mari | 8 de julio | 15:00 | – |
| Villa Española   | 0:0 | Villa Teresa       | Obdulio Varela       | 8 de julio | 15:00 | – |
| Parque del Plata | 0:1 | Cooper             | Parque El Balneario  | 9 de julio | 15:00 | – |

| Deportivo Italiano | 1:0 | Villa Española | Víctor Della Valle   | 16 de julio | 12:00 | – |
| Parque del Plata   | 0:2 | Villa Teresa   | Parque El Balneario  | 16 de julio | 15:00 | – |
| Salto              | 1:2 | Cooper         | Juan José Vispo Mari | 16 de julio | 15:00 | – |

| Villa Española     | 4:1 | Parque del Plata | Obdulio Varela     | 22 de julio | 10:00 | – |
| Villa Teresa       | 3:0 | Salto            | José Nasazzi       | 22 de julio | 15:00 | – |
| Deportivo Italiano | 0:2 | Cooper           | Víctor Della Valle | 23 de julio | 12:00 | – |

| Parque del Plata | 3:4 | Deportivo Italiano | Parque El Balneario  | 29 de julio | 15:00 | – |
| Cooper           | 1:0 | Villa Teresa       | Parque Palermo       | 29 de julio | 21:30 | – |
| Salto            | 1:2 | Villa Española     | Juan José Vispo Mari | 30 de julio | 11:00 | – |

| Villa Española | 1:1 | Cooper             | Complejo Rentistas   | 5 de agosto | 15:00 | – |
| Salto          | 1:1 | Parque del Plata   | Juan José Vispo Mari | 5 de agosto | 15:00 | – |
| Villa Teresa   | 1:0 | Deportivo Italiano | José Nasazzi         | 5 de agosto | 15:00 | – |

| Cooper             | 8:0 | Parque del Plata | Parque Palermo     | 11 de agosto | 20:00 | – |
| Deportivo Italiano | 4:1 | Salto            | Víctor Della Valle | 13 de agosto | 15:00 | – |
| Villa Teresa       | 1:2 | Villa Española   | José Nasazzi       | 13 de agosto | 15:00 | – |

#### Grupo C
| Pos. | Equipo        | Pts. | PJ | G | E | P | GF | GC | Dif. |  |
| ---- | ------------- | ---- | -- | - | - | - | -- | -- | ---- |  |
| 1    | Rocha         | 22   | 10 | 6 | 4 | 0 | 17 | 6  | +11  |  |
| 2    | Durazno       | 18   | 10 | 5 | 3 | 2 | 18 | 6  | +12  |  |
| 3    | Canadian      | 16   | 10 | 4 | 4 | 2 | 15 | 10 | +5   |  |
| 4    | Huracán Buceo | 11   | 10 | 2 | 5 | 3 | 11 | 12 | −1   |  |
| 5    | Huracán       | 7    | 10 | 1 | 4 | 5 | 5  | 11 | −6   |  |
| 6    | Alto Perú     | 4    | 10 | 0 | 4 | 6 | 4  | 24 | −20  |  |

Actualizado a los partidos jugados el 13 de agosto de 2023.
 Fuente: AUF
|  | Clasificados a la Segunda Fase. |

| Canadian      | 0:3 | Durazno | Parque ANCAP       | 10 de junio | 11:00 | – |
| Huracán Buceo | 1:2 | Rocha   | Parque Huracán     | 10 de junio | 15:00 | – |
| Alto Perú     | 0:0 | Huracán | Víctor Della Valle | 10 de junio | 15:00 | – |

| Alto Perú | 0:0 | Canadian      | Víctor Della Valle | 17 de junio | 15:00 | – |
| Durazno   | 0:0 | Huracán Buceo | Parque Palermo     | 18 de junio | 10:00 | – |
| Huracán   | 1:2 | Rocha         | Complejo Rentistas | 18 de junio | 15:00 | – |

| Canadian      | 1:2 | Huracán   | Parque ANCAP    | 24 de junio | 11:00 | – |
| Rocha         | 2:0 | Durazno   | Municipal Tenis | 24 de junio | 15:00 | – |
| Huracán Buceo | 2:1 | Alto Perú | Parque Huracán  | 25 de junio | 15:00 | – |

| Durazno | 6:0 | Alto Perú     | Parque Palermo | 1° de julio | 10:00 | – |
| Huracán | 1:1 | Huracán Buceo | Parque Palermo | 1° de julio | 15:00 | – |
| Rocha   | 2:2 | Canadian      | Mario Sobrero  | 1° de julio | 15:00 | – |

| Huracán Buceo | 1:1 | Canadian | Parque Huracán     | 9 de julio | 15:00 | – |
| Alto Perú     | 0:4 | Rocha    | Víctor Della Valle | 9 de julio | 15:00 | – |
| Durazno       | 0:0 | Huracán  | Parque Palermo     | 9 de julio | 20:00 | – |

| Rocha   | 1:1 | Huracán Buceo | Mario Sobrero  | 15 de julio | 15:00 | – |
| Durazno | 0:3 | Canadian      | Parque Palermo | 16 de julio | 10:00 | – |
| Huracán | 0:0 | Alto Perú     | Parque Palermo | 16 de julio | 15:00 | – |

| Canadian      | 3:0 | Alto Perú | Parque ANCAP    | 22 de julio | 15:00 | – |
| Rocha         | 1:0 | Huracán   | Municipal Tenis | 22 de julio | 15:00 | – |
| Huracán Buceo | 0:1 | Durazno   | Parque Huracán  | 23 de julio | 15:00 | – |

| Alto Perú | 3:3 | Huracán Buceo | Víctor Della Valle | 29 de julio | 15:00 | – |
| Durazno   | 0:0 | Rocha         | Complejo Rentistas | 30 de julio | 15:00 | – |
| Huracán   | 0:1 | Canadian      | Parque Palermo     | 30 de julio | 21:30 | – |

| Canadian      | 1:1 | Rocha   | Parque ANCAP       | 5 de agosto | 15:00 | – |
| Huracán Buceo | 1:0 | Huracán | Parque Huracán     | 5 de agosto | 15:00 | – |
| Alto Perú     | 0:4 | Durazno | Complejo Rentistas | 6 de agosto | 19:30 | – |

| Rocha    | 2:0 | Alto Perú     | Municipal Tenis | 12 de agosto | 15:00 | – |
| Canadian | 2:1 | Huracán Buceo | Parque ANCAP    | 13 de agosto | 10:00 | – |
| Huracán  | 0:3 | Durazno       | Parque Palermo  | 13 de agosto | 10:00 | – |

#### Grupo D
| Pos. | Equipo            | Pts. | PJ | G | E | P | GF | GC | Dif. |  |
| ---- | ----------------- | ---- | -- | - | - | - | -- | -- | ---- |  |
| 1    | Colón             | 24   | 10 | 8 | 0 | 2 | 22 | 5  | +17  |  |
| 2    | Platense          | 15   | 10 | 4 | 3 | 3 | 10 | 10 | 0    |  |
| 3    | Salus             | 12   | 10 | 3 | 3 | 4 | 12 | 13 | −1   |  |
| 4    | Artigas           | 12   | 10 | 3 | 3 | 4 | 7  | 10 | −3   |  |
| 5    | Deportivo Colonia | 11   | 10 | 3 | 2 | 5 | 6  | 10 | −4   |  |
| 6    | Terremoto         | 9    | 10 | 2 | 3 | 5 | 7  | 16 | −9   |  |

Actualizado a los partidos jugados el 12 de agosto de 2023.
 Fuente: AUF
|  | Clasificados a la Segunda Fase. |

| Salus     | 2:1 | Deportivo Colonia | Parque ANCAP       | 10 de junio | 15:00 | – |
| Colón     | 3:0 | Platense          | Complejo Rentistas | 11 de junio | 10:00 | – |
| Terremoto | 1:2 | Artigas           | José Pedro Damiani | 11 de junio | 10:00 | – |

| Colón    | 3:1 | Deportivo Colonia | Parque Palermo  | 17 de junio | 15:00 | – |
| Platense | 1:0 | Terremoto         | Obdulio Varela  | 17 de junio | 15:00 | – |
| Artigas  | 1:1 | Salus             | Matías González | 18 de junio | 15:00 | – |

| Salus             | 1:2 | Platense | Complejo Rentistas | 25 de junio | 15:00 | – |
| Terremoto         | 0:3 | Colón    | Parque Palermo     | 25 de junio | 15:00 | – |
| Deportivo Colonia | 0:0 | Artigas  | Miguel Campomar    | 25 de junio | 15:00 | – |

| Deportivo Colonia | 0:0 | Terremoto | Miguel Campomar | 1° de julio | 15:00 | – |
| Artigas           | 0:0 | Platense  | Matías González | 2 de julio  | 15:00 | – |
| Colón             | 1:0 | Salus     | Parque Palermo  | 2 de julio  | 20:00 | – |

| Salus    | 1:2 | Terremoto         | Complejo Rentistas | 8 de julio | 10:00 | – |
| Artigas  | 1:0 | Colón             | Matías González    | 8 de julio | 15:00 | – |
| Platense | 1:0 | Deportivo Colonia | José Pedro Damiani | 9 de julio | 15:15 | – |

| Platense          | 1:2 | Colón     | Parque ANCAP    | 15 de julio | 15:00 | – |
| Deportivo Colonia | 1:0 | Salus     | Miguel Campomar | 15 de julio | 15:00 | – |
| Artigas           | 1:2 | Terremoto | Matías González | 16 de julio | 15:00 | – |

| Salus             | 1:0 | Artigas  | Parque ANCAP    | 22 de julio | 11:00 | – |
| Deportivo Colonia | 0:1 | Colón    | Miguel Campomar | 22 de julio | 15:00 | – |
| Terremoto         | 0:0 | Platense | Parque Palermo  | 23 de julio | 15:00 | – |

| Artigas  | 2:0 | Deportivo Colonia | Matías González | 29 de julio | 15:00 | – |
| Platense | 3:3 | Salus             | Parque Huracán  | 30 de julio | 15:00 | – |
| Colón    | 5:0 | Terremoto         | Parque Palermo  | 30 de julio | 17:30 | – |

| Salus     | 2:1 | Colón             | Parque ANCAP   | 5 de agosto | 11:00 | – |
| Platense  | 2:0 | Artigas           | Parque Palermo | 5 de agosto | 20:00 | – |
| Terremoto | 1:2 | Deportivo Colonia | Parque Palermo | 6 de agosto | 15:00 | – |

| Colón             | 3:0 | Artigas  | Parque Palermo  | 12 de agosto | 15:00 | – |
| Deportivo Colonia | 1:0 | Platense | Miguel Campomar | 12 de agosto | 15:00 | – |
| Terremoto         | 1:1 | Salus    | Parque Palermo  | 12 de agosto | 20:00 | – |

### Segunda fase
La disputaron los 10 equipos clasificados de la fase anterior, en un formato de todos contra todos a ronda única.

#### Equipos clasificados
- Cooper
- Colón
- Basáñez
- Rocha
- Bella Italia
- Platense
- Durazno
- Central Español
- Deportivo Italiano
- Villa Española

#### Posiciones
| Pos. | Equipo             | Pts. | PJ | G | E | P | GF | GC | Dif. |
| ---- | ------------------ | ---- | -- | - | - | - | -- | -- | ---- |
| 1    | Colón              | 19   | 9  | 5 | 4 | 0 | 13 | 5  | +8   |
| 2    | Basáñez            | 16   | 9  | 5 | 1 | 3 | 13 | 9  | +4   |
| 3    | Bella Italia       | 16   | 9  | 4 | 4 | 1 | 12 | 9  | +3   |
| 4    | Cooper             | 16   | 9  | 5 | 1 | 3 | 12 | 10 | +2   |
| 5    | Villa Española     | 14   | 9  | 4 | 2 | 3 | 16 | 13 | +3   |
| 6    | Rocha              | 12   | 9  | 3 | 3 | 3 | 13 | 11 | +2   |
| 7    | Central Español    | 12   | 9  | 3 | 3 | 3 | 9  | 9  | 0    |
| 8    | Durazno            | 10   | 9  | 3 | 1 | 5 | 12 | 15 | −3   |
| 9    | Platense           | 5    | 9  | 1 | 2 | 6 | 9  | 17 | −8   |
| 10   | Deportivo Italiano | 4    | 9  | 1 | 1 | 7 | 5  | 16 | −11  |

Actualizado a los partidos jugados el 22 de octubre de 2023.
 Fuente: AUF

#### Resultados
| Basáñez            | 1:2 | Cooper          | La Bombonera       | 26 de agosto | 15:00 | – |
| Deportivo Italiano | 0:1 | Central Español | Víctor Della Valle | 26 de agosto | 15:00 | – |
| Durazno            | 0:2 | Rocha           | Parque Palermo     | 26 de agosto | 15:00 | – |
| Bella Italia       | 0:0 | Colón           | Parque Palermo     | 26 de agosto | 20:00 | – |
| Villa Española     | 2:0 | Platense        | Complejo Rentistas | 27 de agosto | 9:30  | – |

| Colón              | 2:1 | Durazno         | Parque Palermo     | 2 de septiembre | 10:00 | – |
| Rocha              | 2:2 | Villa Española  | Mario Sobrero      | 2 de septiembre | 15:00 | – |
| Platense           | 1:3 | Basáñez         | Parque Palermo     | 2 de septiembre | 15:00 | – |
| Bella Italia       | 1:1 | Central Español | Complejo Rentistas | 2 de septiembre | 15:30 | – |
| Deportivo Italiano | 1:0 | Cooper          | Víctor Della Valle | 3 de septiembre | 15:00 | – |

| Basáñez         | 3:0 | Deportivo Italiano | Parque Palermo     | 9 de septiembre  | 10:00 | – |
| Platense        | 2:1 | Rocha              | Complejo Rentistas | 9 de septiembre  | 14:30 | – |
| Cooper          | 0:1 | Bella Italia       | Parque Palermo     | 9 de septiembre  | 20:00 | – |
| Villa Española  | 1:1 | Colón              | Complejo Rentistas | 10 de septiembre | 14:30 | – |
| Central Español | 1:2 | Durazno            | Parque Palermo     | 10 de septiembre | 21:00 | – |

| Colón           | 1:0 | Platense           | Parque Palermo | 16 de septiembre | 10:00 | – |
| Bella Italia    | 2:1 | Deportivo Italiano | Parque Palermo | 16 de septiembre | 15:00 | – |
| Rocha           | 2:1 | Basáñez            | Mario Sobrero  | 16 de septiembre | 15:00 | – |
| Central Español | 1:0 | Villa Española     | Parque Palermo | 16 de septiembre | 20:00 | – |
| Durazno         | 0:1 | Cooper             | Parque Palermo | 17 de septiembre | 9:00  | – |

| Platense           | 0:0 | Central Español | Complejo Rentistas | 23 de septiembre | 14:30 | – |
| Rocha              | 1:1 | Colón           | Mario Sobrero      | 23 de septiembre | 15:00 | – |
| Basáñez            | 0:0 | Bella Italia    | Parque ANCAP       | 24 de septiembre | 11:00 | – |
| Deportivo Italiano | 0:2 | Durazno         | Víctor Della Valle | 24 de septiembre | 12:00 | – |
| Cooper             | 3:1 | Villa Española  | Parque Palermo     | 24 de septiembre | 20:00 | – |

| Durazno         | 1:1 | Bella Italia       | Parque Palermo | 29 de septiembre | 20:00 | – |
| Colón           | 2:0 | Basáñez            | Parque Palermo | 30 de septiembre | 10:00 | – |
| Central Español | 1:0 | Rocha              | Parque Palermo | 30 de septiembre | 15:00 | – |
| Villa Española  | 2:1 | Deportivo Italiano | Obdulio Varela | 30 de septiembre | 15:00 | – |
| Cooper          | 3:2 | Platense           | Parque Palermo | 1° de octubre    | 10:00 | – |

| Rocha              | 1:1 | Cooper          | Mario Sobrero      | 7 de octubre | 15:00 | – |
| Bella Italia       | 2:4 | Villa Española  | Parque Palermo     | 8 de octubre | 10:00 | – |
| Basáñez            | 2:1 | Durazno         | Obdulio Varela     | 8 de octubre | 10:00 | – |
| Deportivo Italiano | 1:1 | Platense        | Víctor Della Valle | 8 de octubre | 12:00 | – |
| Colón              | 2:2 | Central Español | Obdulio Varela     | 8 de octubre | 15:00 | – |

| Central Español    | 1:2 | Basáñez      | Parque Palermo     | 13 de octubre | 21:00 | – |
| Platense           | 1:3 | Bella Italia | Complejo Rentistas | 14 de octubre | 15:30 | – |
| Deportivo Italiano | 1:3 | Rocha        | Víctor Della Valle | 14 de octubre | 15:30 | – |
| Cooper             | 0:2 | Colón        | Parque Palermo     | 14 de octubre | 20:00 | – |
| Villa Española     | 4:2 | Durazno      | Obdulio Varela     | 15 de octubre | 10:00 | – |

| Durazno         | 3:2 | Platense           | Parque Palermo         | 20 de octubre | 20:00 | – |
| Central Español | 1:2 | Cooper             | Parque Palermo         | 21 de octubre | 15:30 | – |
| Basáñez         | 1:0 | Villa Española     | Parque ANCAP           | 21 de octubre | 15:30 | – |
| Colón (C)       | 2:0 | Deportivo Italiano | Parque Osvaldo Roberto | 21 de octubre | 15:30 | – |
| Bella Italia    | 2:1 | Rocha              | Complejo Rentistas     | 22 de octubre | 15:30 | – |

## Tabla general
| Pos. | Equipo             | Pts. | PJ | G  | E | P  | GF | GC | Dif. |  |
| ---- | ------------------ | ---- | -- | -- | - | -- | -- | -- | ---- |  |
| 1    | Colón              | 43   | 19 | 13 | 4 | 2  | 35 | 10 | +25  |  |
| 2    | Cooper             | 42   | 19 | 13 | 3 | 3  | 36 | 12 | +24  |  |
| 3    | Basáñez            | 40   | 19 | 12 | 4 | 3  | 34 | 14 | +20  |  |
| 4    | Bella Italia       | 37   | 19 | 10 | 7 | 2  | 30 | 15 | +15  |  |
| 5    | Rocha              | 34   | 19 | 9  | 7 | 3  | 30 | 17 | +13  |  |
| 6    | Villa Española     | 33   | 19 | 9  | 6 | 4  | 32 | 22 | +10  |  |
| 7    | Central Español    | 29   | 19 | 8  | 5 | 6  | 31 | 22 | +9   |  |
| 8    | Durazno            | 28   | 19 | 8  | 4 | 7  | 30 | 21 | +9   |  |
| 9    | Deportivo Italiano | 22   | 19 | 7  | 1 | 11 | 20 | 29 | −9   |  |
| 10   | Platense           | 20   | 19 | 5  | 5 | 9  | 19 | 27 | −8   |  |
| 11   | Villa Teresa       | 16   | 10 | 5  | 1 | 4  | 17 | 10 | +7   |  |
| 12   | Canadian           | 16   | 10 | 4  | 4 | 2  | 15 | 11 | +4   |  |
| 13   | Salus              | 12   | 10 | 3  | 3 | 4  | 12 | 13 | −1   |  |
| 14   | Artigas            | 12   | 10 | 3  | 3 | 4  | 7  | 10 | −3   |  |
| 15   | Huracán Buceo      | 11   | 10 | 2  | 5 | 3  | 12 | 13 | −1   |  |
| 16   | Deportivo Colonia  | 11   | 10 | 3  | 2 | 5  | 6  | 10 | −4   |  |
| 17   | Mar de Fondo       | 10   | 10 | 2  | 4 | 4  | 12 | 16 | −4   |  |
| 18   | Terremoto          | 9    | 10 | 2  | 3 | 5  | 7  | 16 | −9   |  |
| 19   | Huracán            | 7    | 10 | 1  | 4 | 5  | 5  | 11 | −6   |  |
| 20   | Paysandú           | 6    | 10 | 1  | 3 | 6  | 14 | 18 | −4   |  |
| 21   | Salto              | 5    | 10 | 1  | 2 | 7  | 9  | 22 | −13  |  |
| 22   | Alto Perú          | 4    | 10 | 0  | 4 | 6  | 4  | 24 | −20  |  |
| 23   | Los Halcones       | 4    | 10 | 1  | 1 | 8  | 2  | 31 | −29  |  |
| 24   | Parque del Plata   | 1    | 10 | 0  | 1 | 9  | 8  | 32 | −24  |  |

Actualizado a los partidos jugados el 22 de octubre de 2023.
 Fuente: AUF
|  | Campeón de la Primera División Amateur 2023. Ascendió a la Segunda División Profesional 2024.    |
|  | Subcampeón de la Primera División Amateur 2023. Ascendió a la Segunda División Profesional 2024. |

## Ascensos a Segunda División
|            |            |
| Colón      | Cooper     |
| Campeón    | Subcampeón |
| 5.° título |            |

## Goleadores
| Jugador           | Club               | Goles |
| ----------------- | ------------------ | ----- |
| Raúl Tarragona    | Basáñez            | 13    |
| Matías Santos     | Colón              | 11    |
| Néstor Álvarez    | Deportivo Italiano | 9     |
| Facundo De Cuadro | Basáñez            | 7     |

## Récords
- Primer gol de la temporada: Gerónimo Blanco de  Durazno vs.  Canadian (10 de junio de 2023)

- Último gol de la temporada: Agustín Mouriño de  Bella Italia vs.  Rocha (22 de octubre de 2023)

- Mayor número de goles marcados en un partido: 8 goles:  Cooper 8 – 0  Parque del Plata (11 de agosto de 2023)

- Mayor victoria local:

 Cooper 8 – 0  Parque del Plata (11 de agosto de 2023)
- Mayor victoria visitante:

 Los Halcones 0 – 4  Basáñez (25 de junio de 2023)
 Alto Perú 0 – 4  Rocha (9 de julio de 2023)
 Los Halcones 0 – 4  Bella Italia (23 de julio de 2023)
 Alto Perú 0 – 4  Durazno (6 de agosto de 2023)
 Los Halcones 0 – 4  Central Español (13 de agosto de 2023)
- Mayor racha de victorias consecutivas:  Cooper (5 partidos)

- Mayor racha de partidos sin perder:  Bella Italia (13 partidos)

- Mayor racha de partidos sin ganar:  Alto Perú,  Parque del Plata (10 partidos)

- Mayor racha de derrotas consecutivas:  Parque del Plata (8 partidos)